# 亨格萊斯魏爾湖

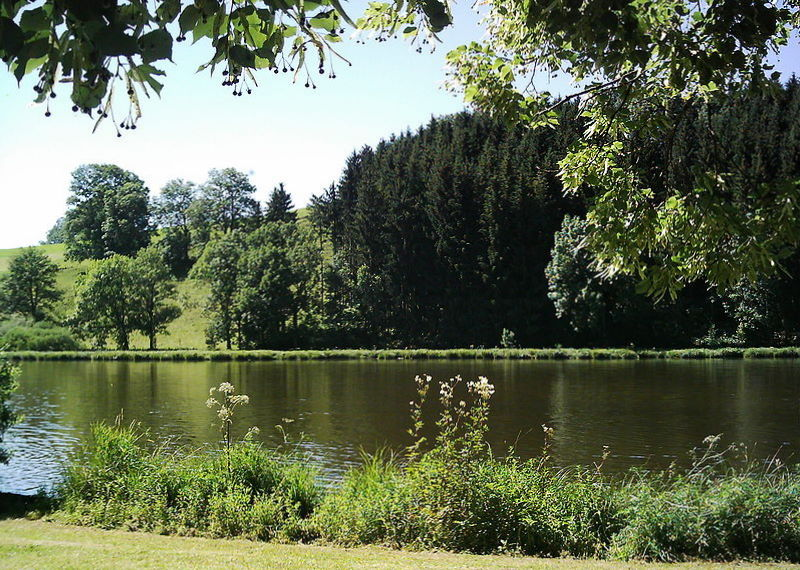

47°40′30″N 10°4′32″E / 47.67500°N 10.07556°E
亨格萊斯魏爾湖（德語：Hengelesweiher），是德國的湖泊，位於該國西南部，由巴登-符騰堡州負責管轄，處於阿爾高地區伊斯尼，長1公里、寬0.3公里，面積0.07平方公里，海拔高度725米，平均水深1.8米，最大水深3.8米，水體容量12.5萬立方米。